# Maszik
Maszik (arab. مشيك) – wieś w Syrii, w muhafazie Hama. W 2004 roku liczyła 311 mieszkańców.